# Christian Grossenbacher
Christian Grossenbacher (ur. 28 stycznia 1980) – szwajcarski lekkoatleta, specjalizujący się w biegu na 400 metrów przez płotki.

## Osiągnięcia
- złoty medal mistrzostw świata wojskowych (Sofia 2009)

Grossenbacher regularnie zdobywa tytuły mistrza Szwajcarii, w latach 2005–2008 wygrywał biegi na 400 metrów przez płotki, ponadto w 2005 został halowym mistrzem kraju na płaskich 400 metrach.

### Rekordy życiowe
- bieg na 400 m przez płotki - 50.08 (2005)